# Barranqueiro-de-topete
Limpa-folhas-do-bambu ou barranqueiro-de-topete (Anabazenops dorsalis ou Automolus dorsalis) é uma espécie de ave da família Furnariidae.
Pode ser encontrada nos seguintes países: Bolívia, Brasil, Colômbia, Equador e Peru.
Os seus habitats naturais são florestas subtropicais ou tropicais húmidas de baixa altitude.